# Les Horreurs de l'amour
Les Horreurs de l'amour est un roman de Jean Dutourd, paru le 2 mai 1963 aux Éditions Gallimard, puis reparu en deux tomes dans la collection Folio en 1980. 

## Résumé
Inspiré de l'affaire Jaccoud, il raconte les amours tragiques d'un député de la IVe République, Édouard Roberti, âgé de cinquante ans, marié et père de trois enfants, avec une secrétaire-dactylo de vingt-cinq ans, Solange Mignot.
Les éditions Le Dilettante en publient en novembre 2022 une nouvelle édition illustrée par le dessinateur et peintre Philippe Dumas et postfacée par Max Bergez.

### Traductions
- (en) The Horrors of Love  (trad. Robin Chancellor), Doubleday, 1967.
- (es) Los Horrores del amor  (trad. Ana Cela), Destino, 1971.
- (cs) Hrůzy lásky  (trad. Věra Dvořáková), Mladá fronta, 1966.